# Dasychira plagosa
Dasychira plagosa är en fjärilsart som beskrevs av Rothschild 1915. Dasychira plagosa ingår i släktet Dasychira och familjen tofsspinnare. Inga underarter finns listade i Catalogue of Life.